# شبکه آذتی‌وی
تلویزیون آذربایجان (ترکی آذربایجانی: Azərbaycan Televiziyası) و یا آذتی‌وی، اولین شبکه تلویزیونی و یکی از کانال‌های ملی جمهوری آذربایجان می‌باشد. همچنین این شبکه پربازدیدترین شبکه جمهوری آذربایجان است.

## دریافت
- Bisskey : 12 34 56 00 65 43 21 00
- Bisskey : 12 12 12 12 12 12 12 12